# Казахстан на зимних Олимпийских играх 1998
Казахстан принимал участие в Зимних Олимпийских играх 1998 года в Нагано (Япония) во второй раз за свою историю. Страну представляли 60 спортсменов (45 мужчин и 15 женщин) в 8 видах спорта. Знаменосцем на церемонии открытия был лыжник Владимир Смирнов.
На Олимпийских играх Казахстану удалось завоевать две бронзовые медали, благодаря успехам Владимира Смирнова в лыжной гонке на 15 километров и Людмилы Прокашёвой в конькобежном спорте на дистанции 5 000 метров.
Для Казахстана было ощутимым триумфом выступление национальной хоккейной команды под руководством Бориса Александрова. Великолепная игра вратаря Виталия Еремеева и братьев Корешковых (Евгений и Александр), при сопутствующем лидерстве капитана Ерлана Сагымбаева, привела к сенсации — сборная смогла выбить из борьбы в предварительном раунде сильную Словакию, в которой были такие звезды как Жигмунд Палфф и Петер Бондра. Результатом был выход команды в четвертьфинал, где они уступили Канаде со счётом 1:4. В конечном итоге хоккеисты поделили 5-8 места с командами Швеции, США и Белоруссии.
По итогам этих Игр, в неофициальном медальном зачёте сборная Казахстана с двумя бронзовыми медалями заняла 20-е место.

## Медалисты
| Медалисты на Олимпийских играх 1998 в Нагано | Медалисты на Олимпийских играх 1998 в Нагано | Медалисты на Олимпийских играх 1998 в Нагано | Медалисты на Олимпийских играх 1998 в Нагано | Медалисты на Олимпийских играх 1998 в Нагано | Медалисты на Олимпийских играх 1998 в Нагано |
| Медаль                                       | Спортсмен                                    | Вид спорта                                   | Дисциплина                                   | Результат                                    | Дата                                         |
| -------------------------------------------- | -------------------------------------------- | -------------------------------------------- | -------------------------------------------- | -------------------------------------------- | -------------------------------------------- |
| Бронзавая медаль                             | Владимир Смирнов                             | Лыжные гонки                                 | Мужчины, 15 км свободным стилем              | 1.07.31,5                                    | 12 февраля                                   |
| Бронзавая медаль                             | Людмила Прокашёва                            | Конькобежный спорт                           | Женщины, 5000 м                              | 7.11,14                                      | 20 февраля                                   |

## Горнолыжный спорт

### Мужчины
| Спортсмен    | Дисциплина        | 1-й заезд | 2-й заезд | Итого | Итого |
| Спортсмен    | Дисциплина        | Время     | Место     | Время | Место |
| ------------ | ----------------- | --------- | --------- | ----- | ----- |
| Дмитрий Квач | Гигантский слалом | 1:29.95   | DNF       | DNF   | -     |

### Женщины
| Спортсмен    | Дисциплина  | Итого | Итого |
| Спортсмен    | Дисциплина  | Время | Место |
| ------------ | ----------- | ----- | ----- |
| Юлия Крыгина | Супергигант | DNF   | -     |

## Биатлон

### Мужчины
| Дисциплина      | Спортсмен         | Промахи 1 | Время   | Место |
| --------------- | ----------------- | --------- | ------- | ----- |
| Спринт на 10 км | Дмитрий Пантов    | 3         | 30:51.8 | 54    |
| Спринт на 10 км | Валерий Иванов    | 5         | 59:58.8 | 31    |
| Спринт на 10 км | Дмитрий Поздняков | 0         | 29:30.1 | 24    |

| Дисциплина                 | Спортсмен         | Время   | Промахи | Итоговое время 2 | Место |
| -------------------------- | ----------------- | ------- | ------- | ---------------- | ----- |
| Индивидуальная гонка 20 км | Дмитрий Поздняков | 59:22.9 | 6       | 1’05:22.9        | 59    |
| Индивидуальная гонка 20 км | Валерий Иванов    | 56:55.9 | 7       | 1’03:55.9        | 52    |
| Индивидуальная гонка 20 км | Дмитрий Пантов    | 58:10.5 | 5       | 1’03:10.5        | 49    |

| Дисциплина        | Спортсмен                                                           | Гонка     | Гонка     | Гонка |
| Дисциплина        | Спортсмен                                                           | Промахи 1 | Время     | Место |
| ----------------- | ------------------------------------------------------------------- | --------- | --------- | ----- |
| Эстафета 4×7,5 км | Дмитрий Пантов Дмитрий Поздняков Александр Меньщиков Валерий Иванов | 1         | 1’27:56.0 | 16    |

### Женщины
| Дисциплина       | Спортсменка      | Промахи 1 | Время   | Место |
| ---------------- | ---------------- | --------- | ------- | ----- |
| Спринт на 7,5 км | Инна Шешкиль     | 1         | 24:32.9 | 20    |
| Спринт на 7,5 км | Маргарита Дулова | 1         | 24:21.7 | 18    |

| Дисциплина                    | Спортсменка     | Время   | Промахи | Итоговое время 2 | Место |
| ----------------------------- | --------------- | ------- | ------- | ---------------- | ----- |
| Индивидуальная гонка на 15 км | Инна Шешкиль    | 56:27.7 | 7       | 1’03:27.7        | 54    |
| Индивидуальная гонка на 15 км | Людмила Гурьева | 54:42.8 | 4       | 58:42.8          | 23    |

| Дисциплина        | Спортсменка                                               | Гонка     | Гонка     | Гонка |
| Дисциплина        | Спортсменка                                               | Промахи 1 | Время     | Место |
| ----------------- | --------------------------------------------------------- | --------- | --------- | ----- |
| Эстафета 4×7,5 км | Инна Шешкиль Маргарита Дулова Елена Дубок Людмила Гурьева | 2         | 1’45:22.9 | 11    |

1 за один промах — штрафной круг (150 метров).
2 +1 минута за каждый промах.

## Лыжные гонки

### Мужчины
| Дисциплина | Спортсмен         | Гонка     | Гонка |
| Дисциплина | Спортсмен         | Время     | Место |
| ---------- | ----------------- | --------- | ----- |
| 10 км К    | Виталий Лиличенко | 32:54.5   | 80    |
| 10 км К    | Андрей Невзоров   | 31:30.4   | 68    |
| 10 км К    | Павел Рябинин     | 30:37.0   | 50    |
| 10 км К    | Владимир Смирнов  | 27:45.1   | 4     |
| 15 км1 С   | Виталий Лиличенко | 48:58.1   | 59    |
| 15 км1 С   | Андрей Невзоров   | 45:30.7   | 48    |
| 15 км1 С   | Павел Рябинин     | 44:41.7   | 36    |
| 15 км1 С   | Владимир Смирнов  | 40:07.5   | 3     |
| 30 км К    | Владимир Борцов   | 1’45:12.8 | 50    |
| 30 км К    | Андрей Невзоров   | 1’42:48.8 | 41    |
| 30 км К    | Павел Рябинин     | 1’39:31.6 | 13    |
| 30 км К    | Владимир Смирнов  | 1’38:59.1 | 12    |
| 50 км С    | Виталий Лиличенко | 2’25:58.0 | 55    |
| 50 км С    | Владимир Борцов   | 2’20:39.3 | 45    |
| 50 км С    | Андрей Невзоров   | 2’15:14.7 | 23    |
| 50 км С    | Владимир Смирнов  | 2’07:26.4 | 8     |

1 Старт по результатам 10 км классическим стилем
К = Классический стиль, С = Свободным стилем
| Дисциплина        | Спортсмены                                                      | Гонка     | Гонка |
| Дисциплина        | Спортсмены                                                      | Время     | Место |
| ----------------- | --------------------------------------------------------------- | --------- | ----- |
| 4х10 км, эстафета | Павел Рябинин Владимир Борцов Андрей Невзоров Виталий Лиличенко | 1’46:12.9 | 16    |

### Женщины
| Дисциплина | Спортсменка               | Гонка     | Гонка |
| Дисциплина | Спортсменка               | Время     | Место |
| ---------- | ------------------------- | --------- | ----- |
| 5 км К     | Ольга Селезнёва           | 20:27.7   | 66    |
| 5 км К     | Светлана Дешевых          | 19:25.3   | 44    |
| 5 км К     | Светлана Малахова-Шишкина | 19:10.7   | 35    |
| 5 км К     | Оксана Яцкая              | 18:57.3   | 27    |
| 10 км2 С   | Ольга Селезнёва           | 36:00.6   | 63    |
| 10 км2 С   | Светлана Малахова-Шишкина | 32:39.4   | 42    |
| 10 км2 С   | Оксана Яцкая              | 32:20.5   | 39    |
| 10 км2 С   | Светлана Дешевых          | 32:20.2   | 38    |
| 15 км К    | Елена Антонова            | 55:34.0   | 57    |
| 15 км К    | Светлана Малахова-Шишкина | 53:13.7   | 49    |
| 15 км К    | Оксана Яцкая              | 51:39.7   | 32    |
| 15 км К    | Светлана Дешевых          | 50:28.0   | 20    |
| 30 км С    | Ольга Селезнёва           | 1’36:30.6 | 52    |
| 30 км С    | Оксана Яцкая              | 1’33:23.4 | 40    |
| 30 км С    | Светлана Малахова-Шишкина | 1’31:39.7 | 30    |
| 30 км С    | Светлана Дешевых          | 1’29:48.1 | 21    |

2 Старт по результатам 5 км классическим стилем
К = Классический стиль, С = Свободным стилем
| Дисциплина       | Спортсмены                                                              | Гонка   | Гонка |
| Дисциплина       | Спортсмены                                                              | Время   | Место |
| ---------------- | ----------------------------------------------------------------------- | ------- | ----- |
| 4х5 км, эстафета | Светлана Дешевых Оксана Яцкая Светлана Малахова-Шишкина Ольга Селезнёва | 59:11.3 | 12    |

## Фигурное катание
Согласно:

### Мужчины
| Спортсмен     | SP | FS  | TFP | Место |
| ------------- | -- | --- | --- | ----- |
| Юрий Литвинов | 28 | DNF | DNF |       |

### Парное катание
| Спортсмены                     | SP | FS | TFP  | Место |
| ------------------------------ | -- | -- | ---- | ----- |
| Марина Халтурина Андрей Крюков | 16 | 14 | 22.0 | 14    |

### Танцы на льду
| Спортсмены                                | CD1 | CD2 | OD | FD | TFP  | Место |
| ----------------------------------------- | --- | --- | -- | -- | ---- | ----- |
| Елизавета Стекольникова Дмитрий Казарлыга | 23  | 22  | 22 | 22 | 44.2 | 22    |

## Фристайл

### Мужчины
| Спортсмен        | Дисциплина | Квалификация | Квалификация | Квалификация | Финал     | Финал     | Финал     |
| Спортсмен        | Дисциплина | Время        | Очки         | Место        | Время     | Очки      | Место     |
| ---------------- | ---------- | ------------ | ------------ | ------------ | --------- | --------- | --------- |
| Алексей Банников | Могул      | 29.06        | 20.18        | 26           | Не прошёл | Не прошёл | Не прошёл |

### Женщины
| Спортсменка     | Дисциплина | Квалификация | Квалификация | Квалификация | Финал | Финал | Финал |
| Спортсменка     | Дисциплина | Время        | Очки         | Место        | Время | Очки  | Место |
| --------------- | ---------- | ------------ | ------------ | ------------ | ----- | ----- | ----- |
| Ирина Кормышева | Могул      | DNF          | -            | -            | -     | DNF   | -     |

## Хоккей

### Мужчины
Согласно:

#### Предварительный раунд — Группа А
Победитель группы вышел в первый раунд.
| Команда   | И | В | П | Н | ШЗ | ШП | +/- | О |
| --------- | - | - | - | - | -- | -- | --- | - |
| Казахстан | 3 | 2 | 0 | 1 | 14 | 11 | +3  | 5 |
| Словакия  | 3 | 1 | 1 | 1 | 9  | 9  | 0   | 3 |
| Италия    | 3 | 1 | 2 | 0 | 11 | 11 | 0   | 2 |
| Австрия   | 3 | 0 | 1 | 2 | 9  | 12 | -3  | 2 |

Время местное (UTC-7).
| 7 февраля 1998 16:00 | Казахстан | 5:3 (1:3, 1:0, 3:0) | Италия | Big Hat, Нагано Зрителей: 8,634 |

| Отчёт | Отчёт | Отчёт | Отчёт | Отчёт |
| ----- | ----- | ----- | ----- | ----- |
|       |       |       |       |       |
|       |       |       |       |       |
|       |       |       |       |       |
|       |       |       |       |       |
|       |       |       |       |       |
|       |       |       |       |       |
|       |       |       |       |       |
|       |       |       |       |       |
|       |       |       |       |       |

| 8 февраля 1998 14:00 | Австрия | 5:5 (2:2, 2:1, 1:2) | Казахстан | Big Hat, Нагано Зрителей: 9,410 |

| Отчёт | Отчёт | Отчёт | Отчёт | Отчёт |
| ----- | ----- | ----- | ----- | ----- |
|       |       |       |       |       |
|       |       |       |       |       |
|       |       |       |       |       |
|       |       |       |       |       |
|       |       |       |       |       |
|       |       |       |       |       |
|       |       |       |       |       |
|       |       |       |       |       |
|       |       |       |       |       |

| 10 февраля 1998 14:00 | Словакия | 3:4 (1:1, 1:0, 1:3) | Казахстан | Big Hat, Нагано Зрителей: 3,659 |

| Отчёт | Отчёт | Отчёт | Отчёт | Отчёт |
| ----- | ----- | ----- | ----- | ----- |
|       |       |       |       |       |
|       |       |       |       |       |
|       |       |       |       |       |
|       |       |       |       |       |
|       |       |       |       |       |
|       |       |       |       |       |
|       |       |       |       |       |
|       |       |       |       |       |
|       |       |       |       |       |

#### Первый раунд — Группа D
Все команды выходили в 1/4 финала турнира.
| Команда   | И | В | П | Н | ШЗ | ШП | +/- | О |
| --------- | - | - | - | - | -- | -- | --- | - |
| Россия    | 3 | 3 | 0 | 0 | 15 | 6  | +9  | 6 |
| Чехия     | 3 | 2 | 1 | 0 | 12 | 4  | +8  | 4 |
| Финляндия | 3 | 1 | 2 | 0 | 11 | 9  | +2  | 2 |
| Казахстан | 3 | 0 | 3 | 0 | 6  | 25 | -19 | 0 |

Время местное (UTC-7).
| 13 февраля 1998 18:45 | Россия | 9:2 (2:1, 5:0, 2:1) | Казахстан | Big Hat, Нагано Зрителей: 3,752 |

| Отчёт | Отчёт | Отчёт | Отчёт | Отчёт |
| ----- | ----- | ----- | ----- | ----- |
|       |       |       |       |       |
|       |       |       |       |       |
|       |       |       |       |       |
|       |       |       |       |       |
|       |       |       |       |       |
|       |       |       |       |       |
|       |       |       |       |       |
|       |       |       |       |       |
|       |       |       |       |       |

| 15 февраля 1998 18:45 | Чехия | 8:2 (0:1, 2:3, 0:4) | Казахстан | Big Hat, Нагано Зрителей: 9,975 |

| Отчёт | Отчёт | Отчёт | Отчёт | Отчёт |
| ----- | ----- | ----- | ----- | ----- |
|       |       |       |       |       |
|       |       |       |       |       |
|       |       |       |       |       |
|       |       |       |       |       |
|       |       |       |       |       |
|       |       |       |       |       |
|       |       |       |       |       |
|       |       |       |       |       |
|       |       |       |       |       |

| 16 февраля 1998 14:45 | Финляндия | 8:2 (1:3, 0:1, 1:4) | Казахстан | Big Hat, Нагано Зрителей: 5,544 |

| Отчёт | Отчёт | Отчёт | Отчёт | Отчёт |
| ----- | ----- | ----- | ----- | ----- |
|       |       |       |       |       |
|       |       |       |       |       |
|       |       |       |       |       |
|       |       |       |       |       |
|       |       |       |       |       |
|       |       |       |       |       |
|       |       |       |       |       |
|       |       |       |       |       |
|       |       |       |       |       |

#### Четвертьфинал
All times are local (UTC-7).
| 18 февраля 1998 18:45 | Канада | 4:1 (2:1, 2:0, 0:0) | Казахстан | Big Hat, Нагано Зрителей: 9,602 |

| Отчёт | Отчёт | Отчёт | Отчёт | Отчёт |
| ----- | ----- | ----- | ----- | ----- |
|       |       |       |       |       |
|       |       |       |       |       |
|       |       |       |       |       |
|       |       |       |       |       |
|       |       |       |       |       |
|       |       |       |       |       |
|       |       |       |       |       |
|       |       |       |       |       |
|       |       |       |       |       |

#### Лучшие бомбардиры
| Место | Игрок               | И | Г | П | Г+П | Ш |
| ----- | ------------------- | - | - | - | --- | - |
| 4-е   | Александр Корешков  | 7 | 3 | 6 | 9   | 2 |
| 6-е   | Константин Шафранов | 7 | 4 | 3 | 7   | 6 |

| Флаг Казахстана | Состав Сборной Казахстана Александр Корешков, Константин Шафранов, Михаил Бородулин, Евгений Корешков, Владимир Завьялов, Игорь Землянов, Дмитрий Дударев, Андрей Пчеляков, Андрей Соколов, Павел Каменцев, Виталий Трегубов, Вадим Гловацкий, Андрей Савенков, Владимир Антипин, Пётр Девяткин, Игорь Дорохкин, Александр Шимин, Алексей Трощинский, Виталий Еремеев, Ерлан Сагымбаев |

## Прыжки с трамплина

### Мужчины

#### Индивидуальные соревнования
| Спортсмен           | Дисциплина                | Попытка 1 | Попытка 1 | Попытка 1 | Попытка 2 | Попытка 2 | Итого     | Итого     |
| Спортсмен           | Дисциплина                | Дистанция | Очки      | Место     | Дистанция | Очки      | Очки      | Место     |
| ------------------- | ------------------------- | --------- | --------- | --------- | --------- | --------- | --------- | --------- |
| Александр Колмаков  | Нормальный трамплин, К-90 | 67.5      | 63.0      | 58        | Не прошёл | Не прошёл | Не прошёл | Не прошёл |
| Павел Гайдук        | Нормальный трамплин, К-90 | 72.0      | 76.5      | 48        | Не прошёл | Не прошёл | Не прошёл | Не прошёл |
| Станислав Филимонов | Нормальный трамплин, К-90 | 75.5      | 85.0      | 32        | Не прошёл | Не прошёл | Не прошёл | Не прошёл |
| Дмитрий Чвыков      | Нормальный трамплин, К-90 | 79.0      | 93.5      | 25 Q      | 75.0      | 83.5      | 177.0     | 30        |
| Дмитрий Чвыков      | Большой трамплин, К-120   | 101.5     | 76.2      | 49        | Не прошёл | Не прошёл | Не прошёл | Не прошёл |
| Александр Колмаков  | Большой трамплин, К-120   | 101.5     | 80.7      | 46        | Не прошёл | Не прошёл | Не прошёл | Не прошёл |
| Павел Гайдук        | Большой трамплин, К-120   | 104.5     | 87.1      | 42        | Не прошёл | Не прошёл | Не прошёл | Не прошёл |
| Станислав Филимонов | Большой трамплин, К-120   | 111.0     | 98.3      | 27 Q      | 116.0     | 108.3     | 206.6     | 25        |

#### Командные соревнования
| Спортсмены                                                         | Дисциплина                           | Итого  | Итого |
| Спортсмены                                                         | Дисциплина                           | Очки 1 | Место |
| ------------------------------------------------------------------ | ------------------------------------ | ------ | ----- |
| Павел Гайдук Александр Колмаков Дмитрий Чвыков Станислав Филимонов | Большой трамплин среди команд, К-120 | 602.0  | 11    |

1 Каждый спортсмен выполнял по два прыжка.

## Конькобежный спорт

### Мужчины
| Дисциплина | Спортсмен         | 1-й заезд | 1-й заезд | 2-й заезд | 2-й заезд | Итого   | Итого |
| Дисциплина | Спортсмен         | Время     | Место     | Время     | Место     | Время   | Место |
| ---------- | ----------------- | --------- | --------- | --------- | --------- | ------- | ----- |
| 500 м      | Владимир Клепинин | 37.22     | 36        | 36.92     | 31        | 74.14   | 32    |
| 500 м      | Вадим Шакшакбаев  | 36.87     | 29        | 36.57     | 23        | 73.44   | 24    |
| 1000 м     | Владимир Клепинин |           |           |           |           | 1:14.38 | 37    |
| 1000 м     | Сергей Цыбенко    |           |           |           |           | 1:12.40 | 17    |
| 1500 м     | Сергей Казначеев  |           |           |           |           | 1:55.22 | 41    |
| 1500 м     | Радик Бикчентаев  |           |           |           |           | 1:52.87 | 27    |
| 1500 м     | Сергей Цыбенко    |           |           |           |           | 1:52.03 | 19    |
| 5000 м     | Радик Бикчентаев  |           |           |           |           | 6:52.65 | 27    |
| 5000 м     | Сергей Казначеев  |           |           |           |           | 6:51.50 | 26    |

### Женщины
| Дисциплина | Спортсменки                  | Итого   | Итого |
| Дисциплина | Спортсменки                  | Время   | Место |
| ---------- | ---------------------------- | ------- | ----- |
| 1500 м     | Людмила Прокашёва            | 2:01.65 | 11    |
| 3000 м     | Кенжеш Сарсекенова-Орынбаева | 4:42.07 | 31    |
| 3000 м     | Людмила Прокашёва            | 4:14.23 | 7     |
| 5000 м     | Людмила Прокашёва            | 7:11.14 | 3     |